# Matjaž Zupan
Matjaž Zupan, född 27 september 1966 i Kranj, är en slovensk tidigare backhoppare och nuvarande backhoppstränare. Han tävlade för Jugoslavien och senare Slovenien. Zupan representerade SSK Triglav Teling. 

## Karriär
Matjaž Zupan debuterade internationellt i världscupen i Lake Placid i USA 13 december 1986. Han blev nummer 14 i sin första världscuptävling. Han var på prispallen en gång i världscupen, då han tog andraplatsen i skidflygningsbacken Letalnica på hemmaplan i Planica, bara slagen av Ole Gunnar Fidjestøl från Norge med 4,0 poäng. Han har dessutom en pallplats med slovenska laget i lagtävlingen, i stora backen i Planica 7 mars 1993, då Slovenia blev nummer tre efter Japan och Norge. Zupan tävlade 8 säsonger i världscupen och blev som bäst nummer 23 totalt säsongen 1986/1987. Han tävlade fyra säsonger världscupen i skidflygning och blev som bäst nummer tre sammanlagt säsongen 1986/1987 efter Ole Gunnar Fidjestøl och Andreas Felder från Österrike. I tysk-österrikiska backhopparveckan blev han som bäst nummer 27 sammanlagt säsongen 1992/1993.
Zupan deltog i 3 skid-VM, i Oberstdorf 1987 där han blev nummer 30 i normalbacken och var nära vid att vinna en medalj i stora backen. Han blev nummer fyra, 1,0 poäng från bronset. I skid-VM 1989 i Lahtis i Finland blev han nummer 20 i normalbacken och nummer 36 i stora backen. Under VM 1993 i Falun i Sverige startade han endast i stora backen och blev nummer 35.
Matjaž Zupan tävlade även i tre olympiska spel. I OS 1988 i Calgary i Kanada blev hans mest framgångsrika. Han blev nummer 16 i normalbacken och nummer 9 i stora backen. Båda tävlingarna vanns av Matti Nykänen från Finland. I OS 1988 arrangerades även en lagtävling för första gången i OS-sammanhang. Nykänen vann även här en guldmedalj tillsammans med finska laget, men Jugoslaviska laget (Primož Ulaga, Matjaž Zupan, Matjaž Debelak och Miran Tepeš) lyckades vinna silvermedaljen, 8,9 poäng efter Finland och 29,4 poäng före bronsvinnarna från Norge. Under olympiska spelen 1992 i Albertville i Frankrike blev Zupan nummer 18 (normalbacken) och 27 i de individuella tävlingarna och nummer 6 i lagtävlingen med slovenska laget. I OS 1994 i Lillehammer i Norge tävlade Zupan i stora backen och blev nummer 33 i den individuella tävlingen och nummer 9 i lagtävlingen.
Zupan startade i tre skidflygnings-VM. I Vikersund 1990 och i Čerťák i Harrachov i Tjeckien 1992 och på hemmaplan i Letalnica i Planica 1994 blev han nummer 27.
Matjaž Zupan avslutade sin backhoppningskarriär 1994.

## Senare karriär
Efter avslutad aktiv idrottskarriär har Zupan varit verksam som tränare. Han har bland annat tränat Peter Žonta (tredjeplats i backhopparveckan sammanlagt och nummer 10 sammanlagt i världscupen) och Rok Benkovič (världsmästare i normalbacke 2005). Från 2006 till 2008 tränade han B-landslaget till Tjeckien. Från 2008 var han åter tränare för slovenska landslaget. Säsongen 2011/2012 var han tränare för franska backhoppningslandslaget.